# Groupement de commandos parachutistes de réserve générale
 (juillet 2024).
La mise en forme du texte ne suit pas les recommandations de Wikipédia : il faut le « wikifier ».
Les points d'amélioration suivants sont les cas les plus fréquents :
- Les titres sont pré-formatés par le logiciel. Ils ne sont ni en capitales, ni en gras.
- Le texte ne doit pas être écrit en capitales (les noms de famille non plus), ni en gras, ni en italique, ni en « petit »…
- Le gras n'est utilisé que pour surligner le titre de l'article dans l'introduction, une seule fois.
- L'italique est rarement utilisé : mots en langue étrangère, titres d'œuvres, noms de bateaux, etc.
- Les citations ne sont pas en italique mais en corps de texte normal. Elles sont entourées par des guillemets français : « et ».
- Les listes à puces sont à éviter, des paragraphes rédigés étant largement préférés. Les tableaux sont à réserver à la présentation de données structurées (résultats, etc.).
- Les appels de note de bas de page (petits chiffres en exposant, introduits par l'outil «  Source ») sont à placer entre la fin de phrase et le point final[comme ça].
- Les liens internes (vers d'autres articles de Wikipédia) sont à choisir avec parcimonie. Créez des liens vers des articles approfondissant le sujet. Les termes génériques sans rapport avec le sujet sont à éviter, ainsi que les répétitions de liens vers un même terme.
- Les liens externes sont à placer uniquement dans une section « Liens externes », à la fin de l'article. Ces liens sont à choisir avec parcimonie suivant les règles définies. Si un lien sert de source à l'article, son insertion dans le texte est à faire par les notes de bas de page.
- La présentation des références doit suivre les conventions bibliographiques. Il est recommandé d'utiliser les modèles {{Ouvrage}}, {{Chapitre}}, {{Article}}, {{Lien web}} et/ou {{Bibliographie}}. Le mode d'édition visuel peut mettre en forme automatiquement les références.
- Insérer une infobox (cadre d'informations à droite) n'est pas obligatoire pour parachever la mise en page.

Pour une aide détaillée, merci de consulter Aide:Wikification.
Si vous pensez que ces points ont été résolus, vous pouvez retirer ce bandeau et améliorer la mise en forme d'un autre article.
 (juillet 2024).
Le Groupement de commandos parachutistes de réserve générale est une unité de l'Armée de terre française, composée de troupes aéroportées volontaires. Crée en avril 1959, elle sera dissoute en avril 1961 à la suite du Putsch des généraux.

## Historique
Jusqu’en 1958, en Algérie, la lutte contre les membres du Front de libération nationale (F.L.N) appelés les fellaghas, se concrétisait par de grandes opérations divisionnaires ou régimentaires de zones ou de secteurs frappant les grandes unités ennemies. Ces diverses opérations diminuaient les poches de résistance du F.L.N mais de nombreuses petites unités continuaient le combat. Le commandement décida de changer de stratégie en adoptant la manière de combattre des fellaghas. C’est-à-dire en constituant des unités légères, souples et mobiles.
C’est ainsi que sur décision du général Challe, commandant en chef en Algérie, décide la création des commandos de chasse et le 1er avril 1959 du Groupement de Commandos Parachutistes de Réserve Générale (GCPRG). Le commandement est confié au commandant Tourret, détaché de l’état-major du général Gilles, commandant les troupes aéroportées parachutistes.
Cette nouvelle unité est formée à partir de détachements venant de chaque régiment des deux divisions parachutistes (10e et 25e), y compris des légionnaires, surtout pour l’encadrement qui est composé de soldats d’active. La troupe est composée essentiellement d’appelés volontaires et pour un tiers de harkis. A sa création, l’unité est composée de sept commandos de 100 à 120 hommes avec indicatif radio : Totem, ainsi qu’un commando de commandement et de services. En juillet 1960, le Commando Guillaume est rattaché au groupement portant le nombre de commandos à huit.

## Organisation
Chaque commando a une couleur distinctive et un numéro d’attribution :
-1er cdo : Totem Noir, Capitaine BALTHASAR
-2e cdo : Totem Jaune, Capitaine OLIVIER (tué novembre 1959)
-3e cdo : Totem Rouge, Capitaine TALLEC
-4e cdo : Totem Vert, Capitaine PERROT
-6e cdo : Totem Bleu, lieutenant LAURE
-8e cdo : Commando Guillaume
-10e cdo : Totem Gris, capitaine CHABANNE
-11e cdo : Totem Orange
-Totem Blanc : Commando de commandement et de services (gestion et administration du groupement), capitaine HELMER 

## Vie de l’unité
Les commandos du groupement s’installent dès sa création à la base aéroportée de Blida. Par la suite, la base arrière déménage pour s’installer aux « Quatre Fermes » entre Blida et Boufarik.
Les commandos mènent une vie rustique sur le terrain. En général, ils travaillent en binômes, fractionnés en groupes de trois à six hommes sous les ordres d’un caporal ou d’un sergent. Ils opèrent sur le terrain de la même façon que les fellaghas, souvent de nuit pour de discrètes marches d’approche leur permettant de rester postés en observation durant la journée. Six commandos sont en permanence sur le terrain, trois jours sur quatre. Ceux restant en base arrière alternent entre repos et entraînements. L’entraînement se fait principalement dans l’Atlas Blidéen.
L’unité dispose de moyens radios importants et sont pourvus des meilleurs équipements, armements et matériels.
Sur chaque opération et en cas de nécessité importante, un groupe d’hélicoptères et un commando en alerte peuvent assister les commandos sur le terrain.

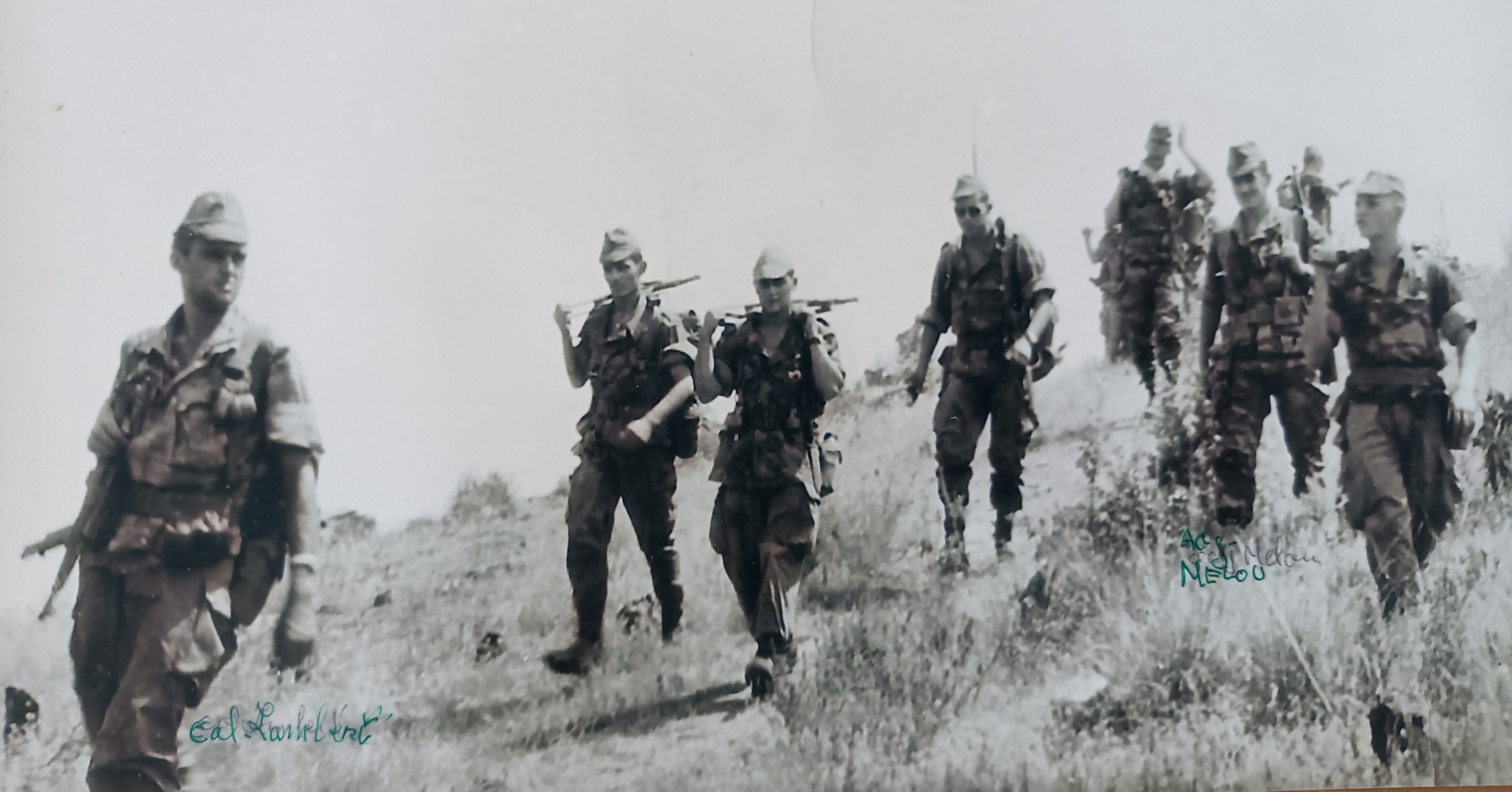
Retour d'opération en 1959 à Géryville

## Opérations
Le groupement a notamment réussi le démantèlement de l’organisation ennemie dans les secteurs de Géryville, dans le Sud oranais, dans le secteur d’Aflou, dans l’Orléanvillois, la région de Médéa, et de Biskra.

## Insigne
Au printemps 1960, l’adjudant Loubet, responsable du garage de la base arrière, crée l’insigne du groupement. Soit rouge ou noir, il est composé de trois lettres représentant les initiales du groupement (GCP).

## Dissolution et Bilan
En janvier 1961, le commandant Robin prend le commandement du groupement. Il doit alors licencier la moitié de ses harkis à la suite de l’évolution politique du conflit. En avril 1961, le groupement participe activement au Putsch des généraux à Alger durant lequel il investit notamment le Palais d’été. Les généraux ont le sentiment de se faire abandonner par la politique évoluant négativement pour les hommes confrontés aux combats. À la suite de l’échec du Putsch, le groupement est dissous le 30 avril 1961 et ses officiers sont placés aux arrêts puis transférés en métropole pour répondre de leurs actes. Les effectifs de la troupe sont ventilés dans diverses unités de troupes aéroportées et non aéroportées.
L’unité a provoqué, durant sa courte vie et par son allure et son efficacité, l’admiration des secteurs où elle a servi et suscité le plus bel enthousiasme dans les unités au contact desquelles elle a combattu. Elle a mis hors de combat, d’avril 1959 à avril 1961, plus de 700 combattants permettant ainsi la capture de plus de 300 armes ennemies et la destruction de plus de 200 caches.
L'unité a perdu 51 commandos tués au combat et 114 blessés.